# Rakitnitsa (Demir Hisar)
Rakitnitsa (en macédonien Ракитница) est un village du sud-est de la Macédoine du Nord, situé dans la municipalité de Demir Hisar. Le village comptait 20 habitants en 2002.

## Démographie
Lors du recensement de 2002, le village comptait :
- Macédoniens : 33
- Serbes : 1